# 山形匠
山形 匠（やまがた たくみ、1996年6月26日 - ）は、日本の俳優、タレント。大阪府出身。サンミュージックブレーン所属。若手俳優ユニットSUNPLUSの元メンバー。愛称はたっくん。

## 人物
2013年9月からRの法則（NHK Eテレ）の第4期R'sメンバーを務めた。
2015年1月、サンミュージック所属の若手俳優から構成されるユニットSUNPLUSの結成メンバーに選ばれる。
2016年4月に放送を開始したテレビ神奈川「猫のひたいほどワイド」では、火曜日のリポーター（猫の手も借り隊）に抜擢される。
2024年12月31日、SUNPLUSを卒業。
趣味はスポーツ全般・筋トレ。特技は、野球・サッカー・テニスなど。

## 出演

### テレビ
- NHK Eテレ「Rの法則」（2013年9月 - 2017年3月） - R'sメンバー[4]
- テレビ神奈川「猫のひたいほどワイド」（2016年4月 - 2021年3月） - 火曜日・猫の手も借り隊イエロー（2016年4月 - 2018年3月）→ 木曜日・猫の手も借り隊ブルー（2018年4月 - 2021年3月）[6]
- J:COMテレビ「柏原芳恵の喫茶☆歌謡界」（2024年4月6日 - 2025年3月15日）[7]

### ドラマ
- NHK土曜ドラマ「夫婦善哉」（2013年8月 - 9月） - 太七 役
- 関西テレビ「よろず占い処 陰陽屋へようこそ」（2013年10月 - 12月） - 岡島拓人 役[4]
- NHK木曜時代劇「銀二貫」（2014年6月） - 井川屋手代 役
- TBS「Nのために」（2014年10月 - 12月） - 山下 役[4]
- TBS月曜ゴールデン「遺品整理人谷崎藍子5」（2015年7月）
- 関西テレビ「拝啓○○様　〜もう一つの硫黄島からの手紙」（2015年7月）
- テレビ朝日「AKBラブナイト 恋工場」第9話〜帰り道〜（2016年5月） - 友樹 役
- 日本テレビ系連続ドラマ「時をかける少女」（2016年7月 - 8月）[4]
- テレビ朝日「科捜研の女」
  - 2017年1月
  - 2019年 - 三浦寛人 役
- NHK連続テレビ小説「舞いあがれ!」（2022年10月 - 2023年3月） - 藤谷翼 役
- テレビ東京ドラマプレミア23「SHUT UP」（2023年12月 - 2024年1月） - 飯塚翔 役[8]
- テレビ朝日「相棒 season22」第17・18話（2024年2月21・28日） - 牧野文雄 役[9]
- フジテレビ「ブルーモーメント」（2024年4月 - 2024年6月） - 片瀬慎太郎 役[10]
- 「モンスター」第4話（2024年11月4日、関西テレビ・フジテレビ系） - 八田耀司 役[11]

### 映画
- クローズEXPLODE（2014年） -  黒咲工業高校1年 役
- あしたになれば。（2015年） - 見村昭吾 役[12]
- バケモノの子（2015年） - 男子高校生 役
- サバイバルファミリー（2017年） [4]

### 舞台
- 男子はつらくないよ？（2018年7月 - 8月、三越劇場）[13]
- OFFICE SHIKA PRODUCE「ダリとガラ」（2023年3月2日 - 12日、座・高円寺 ／ 2023年3月24日 - 26日、ABCホール）
- ミュージカル「夢に向かって ブルースな日々 2023」（2023年5月26日 - 28日、博品館劇場） - 宮内 役

### CM
- 伊予銀行「昼間の風景2篇」・「夜の風景篇」（2013年10月）
- ほっともっと「屋形船でお花見篇」（2014年2月）
- 岡山放送「自転車マナーUPキャンペーン 左側通行篇」（2014年4月）
- ポケモン「ポケモンカードゲームXY」
  - 拡張パック「エメラルドブレイク」（2015年3月）[14]
  - 拡張パック「めざめる超王」（2016年3月）
- 広島工業大学「徹夜篇」（2015年5月）
- レイコップ・ジャパン「選ばれて300万人篇」（2015年6月）
- アサヒ飲料三ツ矢サイダー「仲間とカンパイ！篇」（2024年3月）

### ラジオ
- NHK-FM　青春アドベンチャー 「昨日の海は」（2016年1月） - 高森 役[15]
- NHK-FM　青春アドベンチャー 「死にたがりの君に贈る物語」（2024年1月） [16]

### VP
- 「京都府警青少年向け暴力団排除教育用ビデオ」（2013年1月）
- 「パナソニックビエラ」（2013年1月）